# Ед Марло
Едвард Стівен Малковскі (англ. Edward Stephen Malkowski), найбільш відомий як Ед Мàрло (англ. Ed Marlo; 10 жовтня 1903, Чикаго, США — 7 листопада 1991) — американський ілюзіоніст, спеціалізувався на картковій магії. Він називав себе та інших своїх колег кàрдіан (англ. cardician).

## Кар'єра
Як один з найбільш відомих фахівців в картковій магії, Ед Марло придумав і ввів термін кàрдіан (англ. cardician), який з того часу використовується для фокусників, які практикують виключно карткову магію. Його перша публікація в 1938 році — Pasteboard Presto — лише давала натяк на основну частину роботи, яка повинна була відбутися в майбутньому.
Багато створених ним трюків докорінно змінили карткову магію. Одним із показових прикладів є його снеп-зміна, використовувана в Вуличній магії Девіда Блейна. Багато з його учнів знайшли успіх як творці і виконавці магії, серед них Білл Мелоун, Алан Акермен, Саймон Аронсон, Стів Драун.
Марло написав понад шістдесяти книг і розробив понад 2000 трюків в галузі карткової магії. Проте він не обмежувався лише картами; він також є автором робіт по магії монет і гральних кісток. Його найбільш відома робота — «Кардіан і революційна карткова техніка», що була спочатку опублікована у вигляді серії, але пізніше об'єднана в один великий том.
Він також написав серію приватних рукописів, які були поширені тільки серед кращих карткових магів його епохи. Серед них: Рифл Шафл (англ. Riffle Shuffle), Фальшивий Шафл (англ. False Shuffle), Чудеса Контрольованого Фаро (англ. Faro Controlled Miracles) та інші. Вони надзвичайно рідкісні і користуються великим попитом.
Едвард Марло також є автором ряду журналів під назвою «Журнали Марло». Ці журнали більше схожі на книги, оскільки кожна з них містить більше двохсот сторінок. Вони надзвичайно рідкісні і дорогі, особливо коли їх виставляють на продаж.
Едвард Марло був і залишається суперечливою фігурою, яку часто звинувачують в публікації матеріалів про фокусі, що належали іншим, включаючи ATFUS і The Depth Illusion.
Гаррі Лорейн в інтерв'ю журналу Magic Newswire 29 липня 2008 року заявив, що він виявив «моральний кодекс» Марло: якщо він сам розібрався в процесі, він вважав правильним опублікувати його. Але якщо хтось сказав йому, як це робиться, він не став би публікувати цю версію.
Едвард Марло читав лекції і виступав вкрай рідко, і тільки кілька разів за межами Чикаго.
За фахом Едвард Марло був машиністом. Він вніс модифікації в конфігурацію в машинному цеху таким чином, щоб було можна виконувати восьмигодинну роботу менш ніж за годину. Ед приховав цю інформацію, і його роботодавець думав, що робота в кінці кожного робочого дня дорівнювала восьми годинам, а насправді вона займала лише одну годину. Решту часу — сім годин щодня — Ед Марло грав зі своїми картами.
Його улюбленої картою була сімка бубон. Його дружина завжди стежила за тим, щоб в куртці була певна кількість сімок бубон.